# Сарр, Бабакар
Бабакар Сарр (фр. Babacar Sarr; род. 15 февраля 1991, Дакар) — сенегальский футболист, полузащитник.

## Клубная карьера
Сарр начал профессиональную карьеру в исландском клубе «Сельфосс». 13 мая 2011 года в матче против «Фьёльнира» дебютировал в Первой лиге Исландии. 23 июня в поединке против «Викингура Олафсвика» Бабакар забил свой первый гол за «Сельфосс». Летом того же года на правах аренды перешёл во французский «Серкль Атлетик». 12 ноября в матче против «Кальви» дебютировал за новую команду. В 2012 году Бабакар вернулся в «Сельфосс». 6 мая в матче против «Вестманнаэйяера» дебютировал в чемпионате Исландии.
В начале 2013 года перешёл в норвежский «Старт». В матче против «Хёнефосса» дебютировал в Типпелиге. 6 апреля 2014 года в поединке против «Хёугесунна» забил первый гол за «Старт».
Летом 2014 года Сарр подписал контракт с «Согндалом», дебютировал 20 июля в матче против «Русенборга». По итогам сезона клуб вылетел из элиты, но Сарр остался в команде. 26 апреля 2015 года в поединке против «Нест-Сотра» забил первый гол за «Согндал». По окончании сезона[уточнить] помог клубу вернуться в Типпелигу. Летом 2016 года Сарр присоединился к «Молде», дебютировал 23 июля в матче против «Сарпсборг 08». 22 октября 2017 года в поединке против «Хёугесунна» забил первый гол за клуб. По окончании сезона покинул клуб. В начале февраля 2019 подписал контракт с «Енисеем». В дебютном матче с Ростовом забил гол на 83 минуте, сравняв счёт. Всего за красноярский клуб сыграл 13 матчей. После окончания сезона покинул клуб.
11 июня Сарр перешёл в Дамак, клуб из первого дивизиона Саудовской Аравии.

## Личная жизнь
Несколько раз обвинялся в изнасиловании.